# Tlalocomyia fortunensis
Tlalocomyia fortunensis är en tvåvingeart som först beskrevs av Petersen 1984. Tlalocomyia fortunensis ingår i släktet Tlalocomyia och familjen knott.
Artens utbredningsområde är Panama. Inga underarter finns listade i Catalogue of Life.